# Owen Wilson
Owen Cunningham Wilson (18. studenog 1968.) američki glumac, komičar i scenarist.
Rođen je u Dallasu (država Teksas), potječe iz irske rimokatoličke obitelji. Majka mu je fotografkinja, a otac direktor u oglašavanju i operator javne televizijske postaje. Ima starijeg brata Andrewa i mlađeg Lukea. Pohađao je teksaške srednje škole, ali je iz jedne izbačen jer je ukrao profesorov udžbenik. Završio je vojni institut. Gluma ga je oduvijek zanimala, jer su mu i braća glumci.
Glumi od 1994. i do sada je ostvario tridesetak uloga. Poseban talent iskazao je u komedijama gdje su mu partneri bili Jackie Chan, Jennifer Aniston, Kate Hudson, Ben Stiller, i mnogi drugi. Također glumi i u akcijskim filmovima, kao što su Armageddon i Iza neprijateljskih linija. Prvo glumačko iskustvo vezano mu je za ime redatelja Wesa Andersona. Kasnije je snimao filmove u kojima je glumio Ben Stiller, zajedno su ih snimili 9. Ljubavne veze uključuju Demi Moore, Kate Hudson i Sheryl Crow.